# Ecnomina manicula
Ecnomina manicula là một loài Trichoptera trong họ Ecnomidae. Chúng phân bố ở miền Australasia.